# Latjinkorridoren

Karta över Nagorno-Karabakh, med Latjinkorridoren i lila.

Latjinkorridoren var namnet på den landremsa som bildades 1992 under kriget i Nagorno-Karabach, och som kopplade samman Armenien med den armeniska utbrytarrepubliken Artsach i Azerbajdzjan. Korridoren förlorade sin betydelse mot slutet av kriget till följd av de armeniska framgångarna, men blev återigen aktuell 2020 då Artsach förlorade stora delar av sitt territorium i det andra kriget mellan parterna och blev en enklav helt omringad av Azerbajdzjan. Korridoren skulle då garantera förbindelsen mellan Artsach och Armenien, och freden skulle upprätthållas av ryska fredsbevarande styrkor. Dessa ingrep dock inte när Azerbajdzjan blockerade densamma 2022, eller när de genomförde sin offensiv 2023 som resulterade i Artsachs upplösning.
Namnet kommer från staden Latjin (azeriska: Laçın, Latjyn; armeniska: Լաչին, Latjin, även Բերձոր, Berdzor; kurdiska: Laçîn). Området är en del av den azerbajdzjanska regionen Latjyn.